# Oskar Hofmeister
Oskar Hofmeister, magyarosan Hofmeister Oszkár (Újvidék, 1868. vagy 1869. augusztus 7. – ?) a Magyar Királyság Délvidékéről származó német színész.

## Életútja
Atyja orvos volt. Bécsben járt színésziskolába és 1888-ban Lübeckben lépett színpadra. Egy év múlva Heidelbergben játszott, 1890-ben Ulmban működött. Itt Hamlet, Posa márki, Uriel Acosta, Moor Károly voltak főszerepei. 1893-ban a bécsi udvari színház tagja lett, 1899-ben a Berliner Theaterben, 1900-ban a Secessions-Bühnén játszott, majd 1902-ben a Deutsches Theater tagja.